# Haplogrupa
U molekulskoj evoluciji, haplogrupa (od grč. απλούς [] – „jednostruk, sam, jednostavan“) je grupa sličnih haplotipa koji imaju zajedničko poreklo na šta ukazuju isti jednonukleotidni polimorfizami (SNP) u oba haplotipa. Pošto se haplogrupe sastoje od sličnih haplotipova, moguće je predvideti haplogrupu iz haplotipa. SNP test se koristi za potvrđivanje haplogrupe. One se označavaju slovima alfabeta. Oznake podgrupa imaju dodatne alfanumeričke kombinacije, na primer R1b1. Haplogrupe Y hromozoma i mitohondrijske DNK imaju različite oznake.
U ljudskoj genetici, najčešće se izučavaju Y-hromozomske (Y-DNK) haplogrupe i mitohondrijske DNK (mtDNK) haplogrupe. One se mogu koristiti za definisanje genetičkih populacija. Y-DNK se prenosi isključivo sa oca na sina, dok se mtDNA prenosi majčinom linijom, sa majke na potomke oba pola. Ni jedna od njih nije podložna rekombinacija, tako da se Y-DNK i mtDNK menjaju jedino usled slučajnih mutacija u svakoj generaciji, bez kombinovanja roditeljskog genetičkog materijala.

## Spoljašnje veze
- Svetska mreža familija Архивирано на веб-сајту  (10. јун 2016)
- Genografski projekat